# Rebekka Haase
Rebekka Haase (ur. 2 stycznia 1993 w Zschopau) – niemiecka lekkoatletka specjalizująca się w biegach sprinterskich.
Uzyskała awans do igrzysk olimpijskich młodzieży w 2010 roku, podczas których zajęła 8. miejsce w finale biegu na 100 metrów. W 2011 startowała w mistrzostwach Europy juniorów, a w 2013 odpadła w półfinale 100 metrów na młodzieżowym czempionacie Starego Kontynentu. Uczestniczka mistrzostw Europy w Zurychu (2014). W 2015 osiągnęła półfinał 60 metrów podczas halowego czempionatu Europy oraz trzykrotnie stawała na najwyższym stopniu podium młodzieżowych mistrzostw Starego Kontynentu w Tallinnie. W tym samym roku startowała na mistrzostwach świata w Pekinie, podczas których odpadła w eliminacjach biegu na 100 metrów, a wraz z koleżankami z reprezentacji zajęła 5. miejsce w finale sztafety 4 × 100 metrów. Brązowa medalistka mistrzostw Europy w sztafecie 4 × 100 metrów (2016). W tym samym roku, wraz z koleżankami z reprezentacji, zajęła 4. miejsce w biegu rozstawnym na igrzyskach olimpijskich w Rio de Janeiro. Ósma zawodniczka halowych mistrzostw Europy w Belgradzie (2017). W tym samym roku wystąpiła jeszcze w mistrzostwach świata w Londynie, w których wraz z koleżankami z reprezentacji zajęła czwarte miejsce w biegu rozstawnym 4 × 100 metrów, a indywidualnie odpadła w półfinale biegu na 200 metrów.
W 2022 zdobyła brązowy medal za bieg w sztafecie 4 × 100 metrów podczas mistrzostw świata w Eugene oraz złoty w tej samej konkurencji na mistrzostwach Starego Kontynentu w Monachium. Dwa lata później w Paryżu zdobyła brązowy medal olimpijski w biegu rozstawnym 4 × 100 metrów.
Złota medalistka mistrzostw Niemiec oraz reprezentantka kraju na World Athletics Relays i drużynowych mistrzostwach Europy.

## Osiągnięcia
| Rok  | Impreza                                      | Miejsce        | Konkurencja        | Pozycja    | Wynik   |
| ---- | -------------------------------------------- | -------------- | ------------------ | ---------- | ------- |
| 2010 | Eliminacje do igrzysk olimpijskich młodzieży | Moskwa         | bieg na 100 m      | 4. miejsce | 12,09   |
| 2010 | Igrzyska olimpijskie U18                     | Singapur       | bieg na 100 m      | 8. miejsce | 12,08   |
| 2011 | Mistrzostwa Europy juniorów                  | Tallinn        | bieg na 100 m      | półfinał   | 12,04   |
| 2013 | Młodzieżowe mistrzostwa Europy               | Tampere        | bieg na 100 m      | półfinał   | 11,98   |
| 2014 | Superliga drużynowych mistrzostw Europy      | Brunszwik      | bieg na 200 m      | 6. miejsce | 23,64   |
| 2014 | Superliga drużynowych mistrzostw Europy      | Brunszwik      | sztafeta 4 × 100 m | 6. miejsce | 43,78   |
| 2014 | Mistrzostwa Europy                           | Zurych         | bieg na 100 m      | półfinał   | 11,52   |
| 2014 | Mistrzostwa Europy                           | Zurych         | sztafeta 4 × 100 m | eliminacje | DNF     |
| 2015 | Halowe mistrzostwa Europy                    | Praga          | bieg na 60 m       | półfinał   | 7,25    |
| 2015 | IAAF World Relays                            | Nassau         | sztafeta 4 × 200 m | 3. miejsce | 1:33,61 |
| 2015 | Superliga drużynowych mistrzostw Europy      | Czeboksary     | bieg na 200 m      | 5. miejsce | 23,46   |
| 2015 | Superliga drużynowych mistrzostw Europy      | Czeboksary     | sztafeta 4 × 100 m | 3. miejsce | 43,21   |
| 2015 | Młodzieżowe mistrzostwa Europy               | Tallinn        | bieg na 100 m      | 1. miejsce | 11,47   |
| 2015 | Młodzieżowe mistrzostwa Europy               | Tallinn        | bieg na 200 m      | 1. miejsce | 23,16   |
| 2015 | Młodzieżowe mistrzostwa Europy               | Tallinn        | sztafeta 4 × 100 m | 1. miejsce | 43,47   |
| 2015 | Mistrzostwa świata                           | Pekin          | bieg na 100 m      | eliminacje | 11,29w  |
| 2015 | Mistrzostwa świata                           | Pekin          | sztafeta 4 × 100 m | 5. miejsce | 42,64   |
| 2016 | Mistrzostwa Europy                           | Amsterdam      | bieg na 100 m      | półfinał   | 11,46   |
| 2016 | Mistrzostwa Europy                           | Amsterdam      | sztafeta 4 × 100 m | 3. miejsce | 42,48   |
| 2016 | Igrzyska olimpijskie                         | Rio de Janeiro | bieg na 100 m      | eliminacje | 11,47   |
| 2016 | Igrzyska olimpijskie                         | Rio de Janeiro | sztafeta 4 × 100 m | 4. miejsce | 42,10   |
| 2017 | Halowe mistrzostwa Europy                    | Belgrad        | bieg na 60 m       | 8. miejsce | 7,21    |
| 2017 | IAAF World Relays                            | Nassau         | sztafeta 4 × 100 m | 1. miejsce | 42,84   |
| 2017 | IAAF World Relays                            | Nassau         | sztafeta 4 × 200 m | 2. miejsce | 1:30,68 |
| 2017 | Superliga drużynowych mistrzostw Europy      | Lille          | bieg na 200 m      | 3. miejsce | 22,8    |
| 2017 | Superliga drużynowych mistrzostw Europy      | Lille          | sztafeta 4 × 100 m | 1. miejsce | 42,47   |
| 2017 | Mistrzostwa świata                           | Londyn         | bieg na 200 m      | półfinał   | 23,03   |
| 2017 | Mistrzostwa świata                           | Londyn         | sztafeta 4 × 100 m | 4. miejsce | 42,36   |
| 2018 | Mistrzostwa Europy                           | Berlin         | bieg na 200 m      | półfinał   | 23,42   |
| 2018 | Mistrzostwa Europy                           | Berlin         | sztafeta 4 × 100 m | 3. miejsce | 42,23   |
| 2019 | Halowe mistrzostwa Europy                    | Glasgow        | bieg na 60 m       | półfinał   | 7,37    |
| 2019 | IAAF World Relays                            | Jokohama       | sztafeta 4 × 100 m | 3. miejsce | 43,68   |
| 2021 | Superliga drużynowych mistrzostw Europy      | Chorzów        | bieg na 200 m      | 3. miejsce | 23,00   |
| 2021 | Superliga drużynowych mistrzostw Europy      | Chorzów        | sztafeta 4 × 100 m | –          | DNF     |
| 2021 | Igrzyska olimpijskie                         | Tokio          | sztafeta 4 × 100 m | 5. miejsce | 42,12   |
| 2022 | Mistrzostwa świata                           | Eugene         | sztafeta 4 × 100 m | 3. miejsce | 42,03   |
| 2022 | Mistrzostwa Europy                           | Monachium      | bieg na 100 m      | półfinał   | 11,52   |
| 2022 | Mistrzostwa Europy                           | Monachium      | sztafeta 4 × 100 m | 1. miejsce | 42,34   |
| 2023 | Mistrzostwa świata                           | Budapeszt      | bieg na 100 m      | eliminacje | 11,43   |
| 2023 | Mistrzostwa świata                           | Budapeszt      | sztafeta 4 × 100 m | 6. miejsce | 42,98   |
| 2024 | World Athletics Relays                       | Nassau         | sztafeta 4 × 100 m | 4. miejsce | 42,93   |
| 2024 | Mistrzostwa Europy                           | Rzym           | bieg na 100 m      | półfinał   | 11,35   |
| 2024 | Mistrzostwa Europy                           | Rzym           | sztafeta 4 × 100 m | 4. miejsce | 42,61   |
| 2024 | Igrzyska olimpijskie                         | Paryż          | bieg na 100 m      | eliminacje | 11,28   |
| 2024 | Igrzyska olimpijskie                         | Paryż          | sztafeta 4 × 100 m | 3. miejsce | 41,97   |
| 2025 | World Athletics Relays                       | Kanton         | sztafeta 4 × 100 m | –          | DNF     |

## Rekordy życiowe
- Bieg na 60 metrów (hala) – 7,14 (2017)
- Bieg na 100 metrów – 11,06 (2017) / 10,94w (2017)
- Bieg na 200 metrów (stadion) – 22,76 (2017) / 22,58w (2017)
- Bieg na 200 metrów (hala) – 22,77 (2017)